# Heteragrion majus
Heteragrion majus – gatunek ważki z rodziny Heteragrionidae. Występuje na terenie Ameryki Południowej i Ameryki Środkowej.